# Élections législatives autrichiennes de 1999
Les élections législatives autrichiennes de 1999 (en allemand : Nationalratswahl in Österreich 1999), se sont tenues le 3 octobre 1999, en vue d'élire les cent quatre-vingt-trois députés de la vingt-et-unième législature du Conseil national, pour un mandat de quatre ans.
Le scrutin a été vécu comme un tremblement de terre en Autriche.
Bien que le Parti social-démocrate d'Autriche conserve son statut de premier parti du pays, il réalise son pire score, tandis que le Parti de la liberté d'Autriche, d'extrême droite, devient la seconde force politique, au détriment du Parti populaire autrichien. Toutefois, les deux derniers vont trouver un accord de coalition, mettant fin à trente ans de pouvoir social-démocrate.

## Contexte
À l'occasion des élections législatives du 17 décembre 1995, le Parti social-démocrate d'Autriche (SPÖ), du chancelier fédéral, Franz Vranitzky, avait connu sa première progression depuis le scrutin de 1979, réalisant 38 % des voix et confirmant son statut de premier parti du pays, acquis en 1970. Son partenaire de coalition, le Parti populaire autrichien (ÖVP), dirigé par le vice-chancelier et ministre fédéral des Affaires étrangères, Wolfgang Schüssel, avait reçu 28,3 % des voix, progressant de moins d'un demi-point.
Ensemble, les deux formations, au pouvoir depuis 1986, étaient donc parvenues à conserver une franche majorité de 123 députés sur 183 au Conseil national.
Le Parti de la liberté d'Autriche (FPÖ), en progression depuis l'arrivée au pouvoir de l'aile droite, nationaliste et pan-germaniste, de Jörg Haider, marque cette fois un coup d'arrêt, se stabilisant à 22 %. Les deux autres partis de l'opposition, le Forum libéral (LIF) et Les Verts, se tassent, assurant toutefois le maintien de leur présence au Conseil national.
En janvier 1997, le chancelier Vranitzky, au pouvoir depuis onze ans, renonce à présider le SPÖ et à diriger le gouvernement. Les sociaux-démocrates choisissent alors Viktor Klima, ministre fédéral des Finances depuis à peine un an, et précédemment ministre fédéral des Transports, pour diriger le parti et devenir chancelier. Il maintient sa grande coalition avec l'ÖVP.

## Mode de scrutin

Carte des neuf Länder.

L'Autriche est une république semi-présidentielle dotée d'un parlement bicaméral.
Sa chambre basse, le Conseil national (en allemand : Nationalrat), est composée de 183 députés élus pour cinq ans selon un mode de scrutin proportionnel de liste bloquées dans neuf circonscriptions, qui correspondent aux Länder, à raison de 7 à 36 sièges par circonscription selon leur population. Elles sont ensuite subdivisées en un total de 43 circonscriptions régionales.
Le seuil électoral est fixé à 4 % ou un siège d'une circonscription régionale. La répartition se fait à la méthode de Hare au niveau régional puis suivant la méthode d'Hondt au niveau fédéral.
Bien que les listes soit bloquées, interdisant l'ajout de noms n'y figurant pas, les électeurs ont la possibilité d'exprimer une préférence pour un maximum de trois candidats, permettant à ces derniers d'être placés en tête de liste pour peu qu'ils totalisent un minimum de 14 %, 10 % ou 7 % des voix respectivement au niveau régional, des Länder, et fédéral. Le vote, non obligatoire, est possible à partir de l'âge de 18 ans.

## Partis et têtes de liste
| Parti | Parti                                                                    | Idéologie                                                      | Tête de liste                                                | Résultat en 1995           |
| ----- | ------------------------------------------------------------------------ | -------------------------------------------------------------- | ------------------------------------------------------------ | -------------------------- |
|       | Parti social-démocrate d'Autriche Sozialdemokratische Partei Österreichs | Centre gauche Social-démocratie, progressisme                  | Viktor Klima (Chancelier fédéral)                            | 38,1 % des voix 71 députés |
|       | Parti populaire autrichien Österreichische Volkspartei                   | Centre droit Démocratie chrétienne, conservatisme, libéralisme | Wolfgang Schüssel (Ministre fédéral des Affaires étrangères) | 28,3 % des voix 52 députés |
|       | Parti de la liberté d'Autriche Freiheitliche Partei Österreichs          | Extrême droite Nationalisme, conservatisme, euroscepticisme    | Thomas Prinzhorn                                             | 21,9 % des voix 41 députés |
|       | Forum libéral Liberales Forum                                            | Centre droit Libéralisme, libertarianisme                      | Heide Schmidt                                                | 5,5 % des voix 10 députés  |
|       | Les Verts - L'Alternative verte Die Grünen - Die Grüne Alternative       | Centre gauche Écologie politique, progressisme                 | Alexander Van der Bellen                                     | 4,8 % des voix 9 députés   |

## Résultats

### Scores
|                        |                                               |           |       |      |        |               |  |  |  |  |  |  |  |  |
| Parti                  | Parti                                         | Voix      | %     | +/-  | Sièges | +/-           |  |  |  |  |  |  |  |  |
|                        | Parti social-démocrate d'Autriche (SPÖ)       | 1 532 448 | 33,15 | 4,91 | 65     | 6             |  |  |  |  |  |  |  |  |
|                        | Parti de la liberté d'Autriche (FPÖ)          | 1 244 087 | 26,91 | 5,02 | 52     | 11            |  |  |  |  |  |  |  |  |
|                        | Parti populaire autrichien (ÖVP)              | 1 243 672 | 26,91 | 1,38 | 52     | en stagnation |  |  |  |  |  |  |  |  |
|                        | Les Verts - L'Alternative verte (Grüne)       | 342 260   | 7,40  | 2,59 | 14     | 5             |  |  |  |  |  |  |  |  |
|                        | Forum libéral (LIF)                           | 168 612   | 3,65  | 1,86 | 0      | 10            |  |  |  |  |  |  |  |  |
|                        | Les Indépendants (DU)                         | 46 943    | 1,02  | Nv.  | 0      | en stagnation |  |  |  |  |  |  |  |  |
|                        | Parti communiste d'Autriche (KPÖ)             | 22 016    | 0,48  | 0,19 | 0      | en stagnation |  |  |  |  |  |  |  |  |
|                        | Autriche neutre - Non à l'UE et l'OTAN (NEIN) | 19 286    | 0,42  | 0,68 | 0      | en stagnation |  |  |  |  |  |  |  |  |
|                        | Communauté des électeurs chrétiens (CWG)      | 3 030     | 0,07  | Abs. | 0      | en stagnation |  |  |  |  |  |  |  |  |
|                        |                                               |           |       |      |        |               |  |  |  |  |  |  |  |  |
| Suffrages exprimés     | Suffrages exprimés                            | 4 622 354 | 98,45 |      |        |               |  |  |  |  |  |  |  |  |
| Votes blancs et nuls   | Votes blancs et nuls                          | 72 871    | 1,55  |      |        |               |  |  |  |  |  |  |  |  |
| Total                  | Total                                         | 4 695 225 | 100   | –    | 183    | en stagnation |  |  |  |  |  |  |  |  |
| Abstention             | Abstention                                    | 1 143 148 | 19,58 |      |        |               |  |  |  |  |  |  |  |  |
| Inscrits/Participation | Inscrits/Participation                        | 5 838 373 | 80,42 |      |        |               |  |  |  |  |  |  |  |  |

### Par Land
| Land           | SPÖ            | FPÖ  | ÖVP  | Grünen | LIF |     |
| Land           | %              | %    | %    | %      | %   |     |
| -------------- | -------------- | ---- | ---- | ------ | --- | --- |
| Land           | Basse-Autriche | 33,8 | 22,5 | 32,9   | 6,0 | 2,9 |
| Burgenland     | 41,9           | 21,0 | 30,6 | 3,7    | 1,8 |     |
| Carinthie      | 35,7           | 38,6 | 16,3 | 5,5    | 2,6 |     |
| Haute-Autriche | 33,1           | 26,8 | 28,6 | 7,4    | 2,7 |     |
| Salzbourg      | 28,9           | 29,4 | 27,8 | 8,4    | 3,8 |     |
| Styrie         | 33,8           | 29,2 | 26,8 | 5,8    | 2,6 |     |
| Tyrol          | 23,1           | 28,0 | 32,9 | 9,7    | 3,7 |     |
| Vienne         | 37,9           | 24,8 | 17,0 | 10,3   | 7,0 |     |
| Vorarlberg     | 18,2           | 30,2 | 35,2 | 10,0   | 4,8 |     |

### Analyse
Avec un score de seulement 33,1 %, le SPÖ parvient à conserver son statut de première force politique d'Autriche, acquis en 1970, en réalisant toutefois son plus mauvais score depuis 1945. Il en est de même pour l'ÖVP, dont le recul est cependant moins marqué. Toutefois, cette apparente stabilité est totalement contrebalancée par le FPÖ qui, avec une progression de l'ordre de cinq points et seulement 415 voix d'avance sur les conservateurs, parvient à devenir le deuxième parti de la scène politique, confirmant sa solide implantation. Les Verts, revenus à la quatrième place des forces politiques, au détriment du LIF, exclu du Conseil national faute d'avoir dépassé les 4 %, réalisent eux aussi leur meilleur score, renforçant l'idée d'un déclin des deux grands partis du pays.

### Conséquences
Malgré le fait qu'elle soit en recul de plus de six points, la grande coalition du chancelier Klima conserve une nette majorité, avec 117 députés sur 183, soit 64 % des sièges. Toutefois, l'ÖVP, du vice-chancelier Schüssel, préfère entamer des négociations secrètes avec le FPÖ, qui aboutissent, le 4 février 2000, à la formation d'une coalition noire-bleue et du gouvernement Schüssel I. Pour la première fois depuis la Seconde Guerre mondiale, le plus grand parti du pays est exclu du gouvernement, le poste de chancelier fédéral revient au partenaire minoritaire de la coalition et l'extrême droite entre au gouvernement fédéral.